# Худоеланское
Худоела́нское — село в Нижнеудинском районе Иркутской области России. Административный центр Худоеланского муниципального образования.

## География
Находится на Транссибирской железнодорожной магистрали (станция Худоеланская) и автомагистрали Р-255 «Сибирь», в 50 км к юго-востоку от районного центра — города Нижнеудинск.

## Население
| 2002 | 2010  | 2011  | 2012  |
| ---- | ----- | ----- | ----- |
| 2463 | ↘1880 | ↘1875 | ↘1852 |